# Пауки-улобориды
Пауки-улобориды (лат. Uloboridae) — семейство аранеоморфных пауков из надсемейства Dictynoidea.

## Этимология
Название происходит от др.-греч. οὑλοβὸρος — «смертельный укус»

## Описание
Длина тела не превышает 12 мм. Головогрудь плоская. Глаза расположены в два широко расставленных ряда. Передняя пара ног обычно намного длиннее остальных. Имеется одна пара легких и одна пара легочных трахей. Представители этого семейства вторично лишены ядовитых желёз.

## Экология
Ловчие сети плетут двух видов. У Uloborus сети круговые (паук постоянно держится в центре сети), у Hyptiotes — треугольные (паук находится вне паутины).
Пауки-улобориды производят очень тонкую паутину (10—15 нм), которую рыхло сплетают в более толстые волокна. Обычно пауки используют в процессе плетения сети клейкие вещества, которые также вырабатываются железами, но на паутине представителей семейства улоборидов их нет. Отдельные волокна паутины поступают из тысяч отдельных желез в теле паука, после чего он сплетает их в общую нить. По окончании процесса паук «расчесывает» каждую нить своими конечностями, что придает паутине заряд статического электричества, которое и притягивает жертв в ловушку.

## Размножение
Спаривание происходит летом на ловчей сети самки или вблизи нее, и сопровождается танцами самца. Кокон удлиненный, охраняется самкой только в первые дни. Число яиц в коконе: 70-100 — у Uloborus и 10-20 — у Hyptiotes.

## Классификация
По данным Всемирного каталога пауков на август 2017 года семейство включает 283 видов, объединяемых в 19 родов:
- Ariston O. P-Cambridge, 1896 — Центральная Америка
- Astavakra Lehtinen, 1967 — Филиппины
- Conifaber Opell, 1982 — Южная Америка
- Daramulunia Lehtinen, 1967 — Самоа, Фиджи, Новые Гебриды
- Hyptiotes Walckenaer, 1837 — Палеарктика
- Lubinella Opell, 1984 — Новая Гвинея
- Miagrammopes O. P.-Cambridge, 1870 — Америка, Австралия
- Octonoba Opell, 1979 — Россия, от Центральной Азии до Японии
- Orinomana Strand, 1934 — Южная Америка
- Philoponella Mello-Leit&atildeo, 1917 — Африка, Америка, Азия, Австралия
- Polenecia Lehtinen, 1967 — от Средиземного моря до Азербайджана
- Purumitra Lehtinen, 1967 — Австралия, Филиппины
- Siratoba Opell, 1979 — США, Мексика
- Sybota Simon, 1892 — Южная Америка
- Tangaroa Lehtinen, 1967 — Океания
- Uaitemuri 	Santos & Gonzaga, 2017 — Бразилия
- Uloborus Latreille, 1806 — повсеместно
- Waitkera Opell, 1979 — Новая Зеландия
- Zosis Walckenaer, 1842 — Азия, Африка, Америка